# Дунчу
Преподобный Дунчу (кит. упр. 東初, пиньинь Dōngchū, 1907—1977) — буддийский монах и учитель в Китае и на Тайване, наставник преп. Шэнъяня. Он был 51-м патриархом школы цаодун чань-буддизма. Учредил несколько монастырей и организаций на Тайване, которые существуют и развиваются и поныне, включая Китайский институт буддийской культуры (CHIBC) и монастырь Нунчань.
Родился в провинции Цзянсу в Китае. В ранний период обучения занимался у выдающихся монахов, мастеров Айтина и Наньтина из Буддийского института Чжулинь в Чжэньцзяне. Затем он продолжил обучение в Институте Миннань в Сямэни, где учился у известного ученого монаха, модерниста Тайсюя. Его соучениками были Иньшунь, Чжумо, Цыхан, ставшие позже влиятельными буддийскими учителями и религиозными реформаторами.
Преп. Дунчу занимал пост декана в Буддийском институте Цзяошань, одновременно являясь настоятелем монастыря Динхуэй в Чжэцзяне, столице провинции Цзянсу. Это был знаменитый чаньский монастырь, построенный около 194—195 гг. н. э.; он стоял на острове на реке Янцзы. Он также преподавал в Академии Цзиньгансы в Шанхае, где впервые встретил молодого Шэнъяня.
Он стал первым постоянным членом президиума Буддийской ассоциации Республики Китай в 1947 г., но уже в 1949 г. ему пришлось бежать на Тайвань вместе с потерпевшим поражением в гражданской войне Гоминьданом.
На Тайване он нашел временное пристанище в монастыре Фацзан в Бэйтоу, около Тайбэя. Скоро он начал издавать журнал «Человечность», первое буддийское периодическое издание на острове. Миссия издания была «очистить умы людей и утвердить живой буддизм».
Свой первый монастырь он основал на Тайване в 1955 г. Он назвал его Китайский институт буддийской культуры и активно приступил к культурной работе. В 1956 г. он начал благотворительную программу «Движение зимней помощи», чтобы обеспечить рисом, маслом и теплой одеждой бедные семьи и сирот в Бэйтоу, Даншуе, Санчуне, Илане, Таоюане, Синчжуане к празднику Китайского нового года.
В 1959 году преп. Шэнъянь стал учеником Мастера Дунчу. До этого он служил в армии, был автором журнала «Человечность» под псевдонимом Синши Цзянцзун.
Преп. Дунчу не придавал большого значения проведению церемоний и ритуалов, он редко давал учения, поэтому у него не было большого числа учеников и последователей. В 1960-х гг. он приобрел участок в 2,5 акра на равнине Гуанду около Тайбэя.
Постепенно ему удалось построить двухэтажный дом, и в 1975 году он учредил монастырь Нунчань (досл. «сельский чань»). Монастырь был посвящён Бодхисаттве Манджушри, который символизирует великую мудрость.
В 1976 г. преп. Дунчу побывал с визитом в США, где Шэнъянь стал настоятелем небольшого монастыря в Бронксе, Нью-Йорк и сумел привлечь много западных последователей.
Он умер в 1977 г. в сидячем положении, не имея явных болезней. Своей последней волей он передал пост настоятеля CHIBC и Нунчань преподобному Шэнъяню. Прах преп. Дунчу, хранившийся в CHIBC, был захоронен в мемориальном саду в Фагушани в 2007.